# Edgar Lein
Edgar Lein (* 1959 in Langenfeld (Rheinland)) ist ein deutscher Kunsthistoriker.

## Leben
Er studierte Kunstgeschichte, Archäologie sowie Ur- und Frühgeschichte an der Ruhr-Universität-Bochum. Nach der Promotion 1987 ebenda war er von 1987 bis 1992 wissenschaftlicher Assistent am Kunstgeschichtlichen Institut der Johann Wolfgang Goethe-Universität in Frankfurt am Main. Nach der Habilitation 2000 an der Goethe-Universität war er zunächst Privatdozent und danach von 2008 bis 2023 Professor für Kunstgeschichte an der Karl-Franzens-Universität Graz.
Lein beschäftigt sich unter anderem mit der Kunst des 14. bis 18. Jahrhunderts, der italienischen Kunst der Renaissance und des Barock sowie der Technik des Bronzegusses. Ab 2010 war er Herausgeber der Zeitschriftenserie Joannea. Berichte aus den Sammlungen des Universalmuseums Joanneum.

## Schriften (Auswahl)
- Benedetto da Maiano. Lang, Bern 1988, ISBN 3-631-40386-0.
- Vincent van Gogh. DuMont-Monte-Verlag, Köln 2002, ISBN 3-8320-8768-0.
- Das große Lexikon der Ornamente. Herkunft, Entwicklung, Bedeutung. Über 2000 Motive. Seemann, Leipzig 2004, ISBN 3-86502-085-2.
- Ars aeraria. Die Kunst des Bronzegießens und die Bedeutung von Bronze in der florentinischen Renaissance. von Zabern, Mainz 2004, ISBN 3-8053-3390-0.
- mit Manfred Wundram: Manierismus. Philipp Reclam jun., Stuttgart 2008, ISBN 978-3-15-018174-4.